# Espai de Lindelöf
En matemàtiques, un espai de Lindelöf és un espai topològic que satisfà la següent propietat: cada recobriment obert admet un subrecobriment numerable. Aquesta definició és una generalització del concepte de compacitat. El nom de la propietat és en honor d'Ernst Leonard Lindelöf.

## Propietats
- Tot subespai tancat d'un espai de Lindelöf és també de Lindelöf. En canvi, un subespai obert no és necessàriament de Lindelöf.[1]

- El producte d'un compacte per un Lindelöf és també Lindelöf.
- El producte de dos Lindelöf no és necessàriament Lindelöf.
- Tot espai ANII és de Lindelöf i tot espai metritzable i separable és de Lindelöf.[2]

## Exemples
- Qualsevol espai compacte.
- {\displaystyle \mathbb {R} ^{n}} per a qualsevol nombre natural {\displaystyle n}.
- Qualsevol conjunt amb la topologia cofinita.[3]